# 额尔德尼县 (东戈壁省)
额尔德尼 是蒙古国东南东戈壁省下辖的一个县（苏木），2009年人口2395人，面积9952.04平方公里，与乌兰巴德拉赫以及中华人民共和国内蒙古自治区接壤。